# Jorge Rebelo
Jorge Rebelo (* 1940 in Lourenço Marques) ist ein mosambikanischer Dichter und Politiker.

## Biografie
Nach dem Schulbesuch studierte er Rechtswissenschaften an der Universität Coimbra in Portugal und war nach dem Erwerb des Lizenziats als Rechtsanwalt tätig. Daneben wurde er Mitglied der Frente da Libertação de Moçambique (FRELIMO) und wurde Informationssekretär dieser Befreiungsbewegung während des Unabhängigkeitskampfs gegen Portugal. Als solcher war er insbesondere für die Verbreitung der Propaganda der FRELIMO zuständig und Herausgeber des Bulletins Mozambique Revolution.
Während dieser Zeit wurde er auch als Dichter der mosambikanischen Revolution bekannt und schuf mit „Liberdade“ eines der bekanntesten Gedichte des Freiheitskampfs Mosambiks.
Rebelo ist auch Mitglied des Politbüros des Zentralkomitees (ZK) der FRELIMO und war nach dem Tode von Präsident Samora Machel bei einem Flugzeugabsturz vom 19. Oktober bis zum 6. November 1986 Mitglied der Provisorischen Regierung.